# Tádzsikisztán zászlaja
Tádzsikisztán zászlaján a korona a tádzsik népet jelképezi. Nevük a tadzsvar szóból származik, aminek a jelentése „megkoronázott”. 
A tádzsik hagyományban a „hét” mágikus szó, a tökéletesség szimbóluma, a boldogság megtestesülése, az erény forrása. A legenda szerint a menny hét gyönyörű gyümölcsöskertből áll, amelyeket hét hegy választ el egymástól; csúcsukon egy-egy fénylő csillaggal. 
A zászló színei közül vörös a nap és a győzelem szimbóluma, a fehér a tisztaságé, a gyapoté és a hegyeken sziporkázó hóé, a zöld pedig az iszlám spiritualitásra és a természet bőkezűségére utal. A vörös-fehér-zöld színkombináció egyúttal a tádzsikok iráni (perzsa) eredetét is kifejezi, ezek ugyanis pán-iráni színek: Irán zászlajában is megtalálhatók, csak más sorrendben. 
A zászlót jelenlegi formájában 1992. november 18. óta használják, korábban a szovjet zászló nemzeti színekkel kiegészített változata volt hivatalos (1991 és 1992 között már a sarló-kalapács szimbólumok nélkül). A színek közti arány 2:3:2.